# Principiul terțului exclus
Principiul terțului exclus are enunțul: Orice propoziție aflată într-un raport de opoziție cu o altă propoziție este sau adevărată, sau falsă. Terțul este exclus.
Aceste două principii asigură, fiecare dintre ele, alte calități remarcabile ale demersurilor teoretice:- principiul necontradicției asigură coerența (sau consistența) demersurilor raționale. În construcțiile teoretice nu trebuie să existe nici măcar două propoziții care să fie reciproc inconsistente.- principiul terțului exclus asigură rigoarea și consecvența demonstrației. Legat de acest aspect, una din cele mai generale și mai temeinice forme de demonstrație, anume reducerea la absurd, se bazează pe principiul terțului exclus. 

## Statut
Leibnitz afirma că „principiul necontradicției este cel mai important dintre toate condițiile fundamentale de raționalitate”. Pentru a înțelege de ce, să presupunem că există o figură geometrică anume, care să fie simultan și cerc, și pătrat. Luînd ca premise afirmațiile „Figura G este cerc” și „Figura G este pătrat”, dacă lăsăm deoparte principiul necontradicției și considerăm ambele propoziții despre figura G adevărate, ajungem într-un adevărat „coșmar”: nu vom mai putea respinge nici un fel de afirmație despre cercurile pătrate (de pildă, ar trebui să acceptăm afirmații de tipul „cercurile pătrate au coadă lungă și blană verde”). Această formulare a principiului necontradicției și a principiului terțului exclus nu necesită nici un fel de precizări suplimentare în contextul logicii bivalente (adică al logicii elementare, în care se iau în considerare ca variante posibile doar două: adevărul și falsitatea). În raport cu logica elementară există o multitudine de alte discipline logice, numite logici polivalente.